# A Little Romance
A Little Romance is een Amerikaanse filmkomedie uit 1979 onder regie van George Roy Hill. Het scenario is gebaseerd op de roman E=mc² mon amour (1977) van de Franse auteur Patrick Cauvin.

## Verhaal
Lauren King is een jong Amerikaans meisje dat met haar moeder en stiefvader in Parijs woont. In haar vrije tijd leest ze Heidegger. Haar moeder heeft een affaire met een regisseur. Tijdens de opnamen van een film leert Lauren de Franse Daniel Michon kennen. Hij is een wiskundewonder en houdt van films. Ze worden verliefd en reizen naar Venetië.

## Rolverdeling
| Acteur               | Personage              |
| -------------------- | ---------------------- |
| Laurence Olivier     | Julius Edmond Santorin |
| Diane Lane           | Lauren King            |
| Thelonious Bernard   | Daniel Michon          |
| Arthur Hill          | Richard King           |
| Sally Kellerman      | Kay King               |
| Broderick Crawford   | Broderick Crawford     |
| David Dukes          | George de Marco        |
| Andrew Duncan        | Bob Duryea             |
| Claudette Sutherland | Janet Duryea           |
| Graham Fletcher-Cook | Londet                 |
| Ashby Semple         | Natalie Woodstein      |
| Claude Brosset       | Michel Michon          |
| Jacques Maury        | Inspecteur Leclerc     |
| Anna Massey          | Juffrouw Siegel        |
| Peter Maloney        | Martin                 |
| Dominique Lavanant   | mevrouw Cormier        |